# Vinko Logaj
Vinko Logaj, slovenski raziskovalec, učitelj in politik; * 5. januar 1961, Ljubljana.
Do konca septembra 2024 je bil direktor Zavoda za šolstvo RS, kjer je bil na funkciji deset let. Od 7. oktobra 2024 je minister za vzgojo in izobraževanje Republike Slovenije.

## Izobrazba
Študiral je fiziko in tehnično vzgojo na Pedagoški fakulteti v Mariboru in diplomiral z nalogo Vrednost in pomen površinske zaščite lesa z vidika uporabe sodobnih sredstev. Kasneje je magistriral, in sicer s področja menedžmenta z nalogo Interni marketing: študija primera srednje šole ter 2012 še doktoriral, z disertacijo Šolske politike in prerazporejanje moči pri medsebojnem povezovanju srednjih šol.

## Kariera

### Pedagoško delo
Pedagoško kariero je začel na Osnovni šoli Dol pri Ljubljani in jo nadaljeval na Osnovni šoli Litija, kjer je napredoval z mesta učitelja v pomočnika ravnatelja in kasneje ravnatelja. Pomagal je ustanoviti Gimnazijo Litija, ki jo je prav tako nekaj časa vodil. Tri leta je predaval na Šoli za ravnatelje. Od leta 2012 do 2014 je bil direktor centra Cirius Kamnik.

### Politika
S politiko se je prvič srečal leta 2006, ko je na lokalnih volitvah kandidiral za župana občine Litija s podporo strank DeSUS, SD in LDS. V drugem krogu ga je za manj kot 200 glasov premagal Franc Rokavec. Bil predsednik občinskega odbora stranke Zares, na njeni listi je kandidiral na državnozborskih volitvah 2008, a za poslanca ni bil izvoljen. V času ministrovanja Igorja Lukšiča je bil na Ministrstvu za šolstvo direktor Direktorata za srednje in višje šolstvo. Leta 2014 ga je vlada Alenke Bratušek imenovala za direktorja Zavoda za šolstvo Republike Slovenije. Na funkciji je deloval dva mandata, tretjega pa je konec septembra 2024, na lastno željo, predčasno zaključil.
Po odstopu Darja Felde je predsednik vlade Robert Golob napovedal, da bo Logaja predlagal za novega ministra za vzgojo in izobraževanje. Kandidat je bil potrjen na matičnem odboru, 7. oktobra pa kot novi minister prisegel v Državnem zboru.